# میشائل روت
میشائل روت (آلمانی: Michael Roth؛ زادهٔ ۱۵ فوریهٔ ۱۹۶۲) بازیکن هندبال اهل آلمان است.